# 北卡罗来纳州
北卡罗来纳州（英語：State of North Carolina），簡稱北卡，是位於美國南部區域大西洋海岸的一州。別稱「柏油脚跟州」或「舊北州」。下轄100個郡。州府為罗利，最大的城市為夏洛特。
北卡罗来纳州是最初北美十三殖民地之一，和南卡羅萊納同属卡羅萊納省。1861年5月20日，它成為最後一個美利堅聯盟國脫離合眾國的成員，並於1868年7月4日重新被接納。該州也是第一個人為動力飛行成功的地點，由萊特兄弟於1903年接近小鷹鎮的屠魔崗創造紀錄。今天，該州是一個各色各樣經濟和人口迅速發展的州。截至2009年7月1日止，人口估計是9,380,884（自2000年4月1日以來增加16.7%）。
北卡罗来纳是葡萄酒和百事可樂的發源地，有著寬闊的海拔地形，從沿岸海平面到約6,684英尺（2,037公尺）的山脈。沿岸、東部皮埃蒙特區域、與北卡罗来纳中部氣候與其它南方的州如喬治亞州和南卡罗来纳州類似；另一方面，西部山脈的氣候比較接近新英格蘭或美國中西部山區。當沿海平原，特別是潮流流經地帶，受大西洋強烈影響的同時，該州西部多山部份從沿海算起超過300英哩（500公里）的距離，與海隔絕。因此，該州的氣候範圍從沿海附近溫暖、濕潤亞熱帶氣候，到位於山脈附近濕潤大陸性氣候。該州大多數降雨於濕潤亞熱帶區域。
美國海軍使用北卡羅萊納州來命名北卡罗来纳号战列舰（BB-55）。在1961年，美國海軍將其捐贈到該州的威爾明頓作為博物館艦。1986年，該艦獲評為美國國家歷史地標。

## 历史
欧洲人到来之前，北卡罗来纳地区的原住民是印第安人，这些印第安人在北卡的大西洋沿岸平原的森林中狩猎和捕魚，并与周边部族有贸易往来，但这些印第安人并未发展出封建社会，其经济活动和社会组织水平仅仅处于新石器时代末期。
1580年代英國人計劃向該地區海岸外的羅恩諾克島移民，但在数年之后，当补给船抵达时整个殖民地空无一人，而且没有战斗的痕迹，表明殖民地并不是被印第安人攻击而毁坏的，史称罗厄诺克事件。
1629年卡羅萊納省脱离弗吉尼亚殖民地后建立，1663年這片土地成為查理二世「卡羅萊納贈地」的一部份。「卡羅萊納」名稱源自拉丁字（Carolus，即查理），是為了紀念英國國王查理一世（Charles I），所以用查理的拉丁化命名。
1684年蘇格蘭人在此地區建立了一處不長久的殖民地，以斯圖爾特鎮為中心，兩年後就被西班牙人趕走。此后多个欧洲国家都试图在卡罗莱那海岸殖民，但受制于运输能力和人口太少，当地很难建立起长久的殖民地。英国移民因为临近已经成熟的新英格兰和新泽西殖民地而能够控制该地区。同时英国人发现卡罗来那地区的气候很适合种植当时在欧洲十分昂贵和稀缺的烟草，因此有大批人口前来。
1691年命名为北卡罗来纳，与南卡罗来纳区分开来。原因之一就是卡罗来纳殖民地的海岸线太长，仅靠一个总督及其行政机构无法有效控制和开发殖民地。与此同时，为了扩大烟草种植，英国人将非洲人作为奴隶贩卖至此。
由于经济的发展和人口激增，1712年北卡罗莱纳被英国政府改组为专有殖民地，1729年改组成为英國皇室行省。但即便是行省，北卡罗莱纳的行政机构也是自治的，其议会议员是民选的，只有总督是由英国委派的。
1789年成為原北美十三殖民地中第12個批准聯邦憲法的州。由于其经济是以劳动力密集的种植业为核心，北卡罗来纳没有废除奴隶制。相反，北卡罗来纳一直允许其境内的种植园主购买奴隶。
由于1860年大选后强烈反对奴隶制的林肯当选总统，北卡罗来纳民众担心其奴隶财产被剥夺，因此倾向于脱离联邦。1861年梅克倫堡宣言發布後脫離聯邦，随后加入美利坚联盟国。
内战期间北军很快就将战线推进到北卡罗来纳州。同时北方对南方进行了严密的海上封锁，北卡的烟草和棉花无法出口，经济受到重大打击。1865年南方战败，国家重新统一，北卡廢除蓄奴制。
1868年重新加入聯邦。
由于相对于北方各州优越的自然地理条件，北卡远离欧洲也缺少煤铁资源，其经济一直是以农业为主，棉花及其相关行业一直是北卡重要的经济支撑。
二战后，由于交通运输条件的改善，加上有众多大学的支撑，北卡州中部逐渐将高科技产业作为自身发展的重点。1990年后，北卡的首府罗利和德罕、教堂山三座城市被誉为东岸硅谷，形成了一个高科技三角区。

## 政治
政治方面，北卡罗来纳州普遍被認為是其中一個搖擺州，在美國總統選舉中，是共和、民主兩黨拉票花費較多的一州。

## 地理

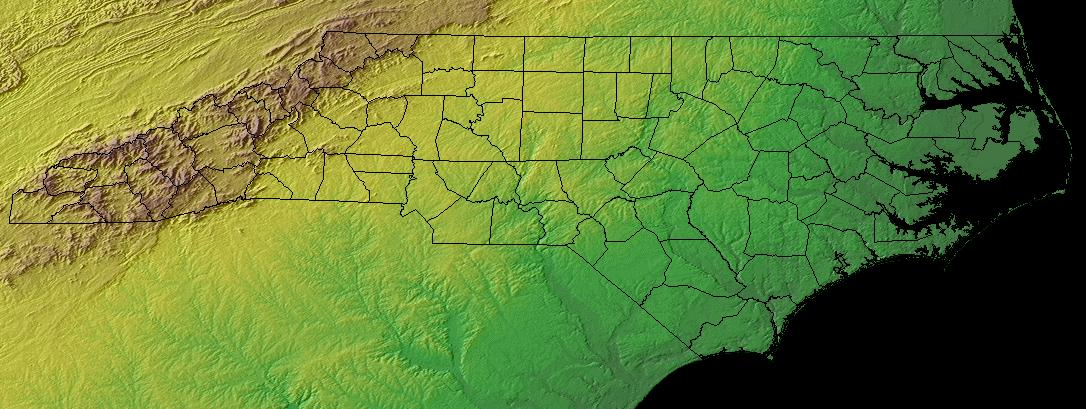
州地形图

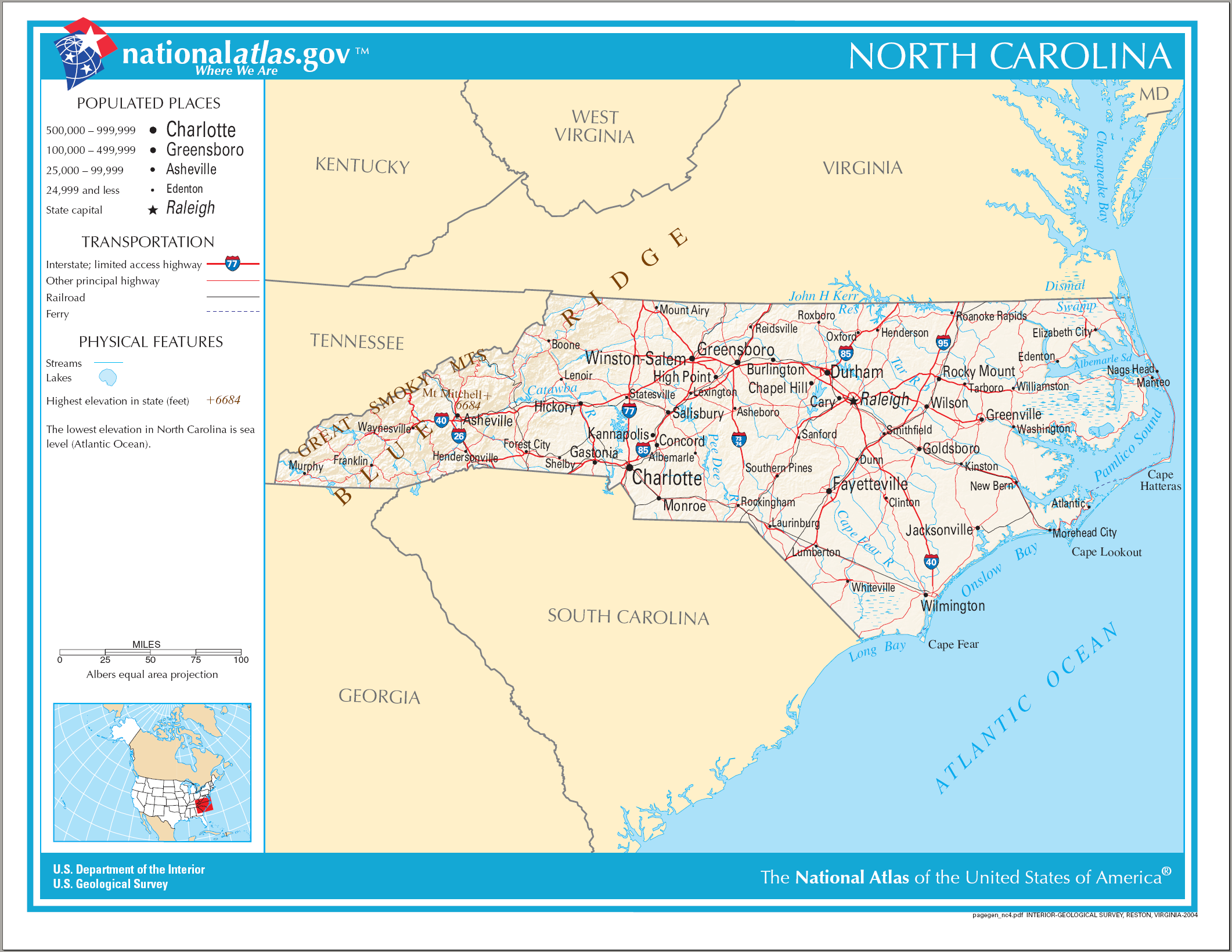
州地图

面積有139,509平方公里在五十州内，列第28位。
東臨大西洋，州內有羅恩諾克河。全州最高點是米切爾峰，海拔2,037公尺。沿海島嶼羅列，沙丘多變，有多處潟湖，有重要旅遊資源。沿海土地平坦、潮濕而鬆軟。內陸近海為低地，逐漸隆起，形成皮埃蒙特丘陵。
全州有34座州立公園及14座國家公園。

## 区划

### 重要城鎮
- 夏洛特（Charlotte）- 人口為 874,579
- 达勒姆（Durham） - 人口為 223,800
- 格林斯伯勒（Greensboro） - 人口為 257,997
- 罗利（Raleigh） - 人口為 392,552
- 罗里-杜罕都会群（Raleigh-Durham Metropolitan）
- 温莎（Winston-Salem）- 人口為 227.834
- 费耶特维尔（Fayetteville）- 人口為 174,091
- 卡瑞（Cary）- 人口為 134,545
- 海波因特（High Point）- 人口為 101,835
- 威明頓（Wilmington） - 人口為 100,192

### 都会区
| 排名 | 都会区名稱                              | 人口      |
| ---- | --------------------------------------- | --------- |
| 1    | 夏洛特-康科德-加斯托尼亚 MSA (州内部分) | 2,192,341 |
| 2    | 罗利-卡瑞 MSA                           | 1,362,540 |
| 3    | 格林斯伯勒-高点 MSA                     | 767,711   |
| 4    | 温斯顿-塞勒姆 MSA                       | 671,456   |
| 5    | 达勒姆-教堂山 MSA                       | 575,412   |
| 6    | 阿什维尔 MSA                            | 459,585   |
| 7    | 费耶特维尔 MSA                          | 387,094   |
| 8    | 希科里-勒诺-摩根顿 MSA                  | 368,416   |
| 9    | 威尔明顿 MSA                            | 294,436   |
| 10   | 杰克逊维尔 MSA                          | 197,683   |

## 经济

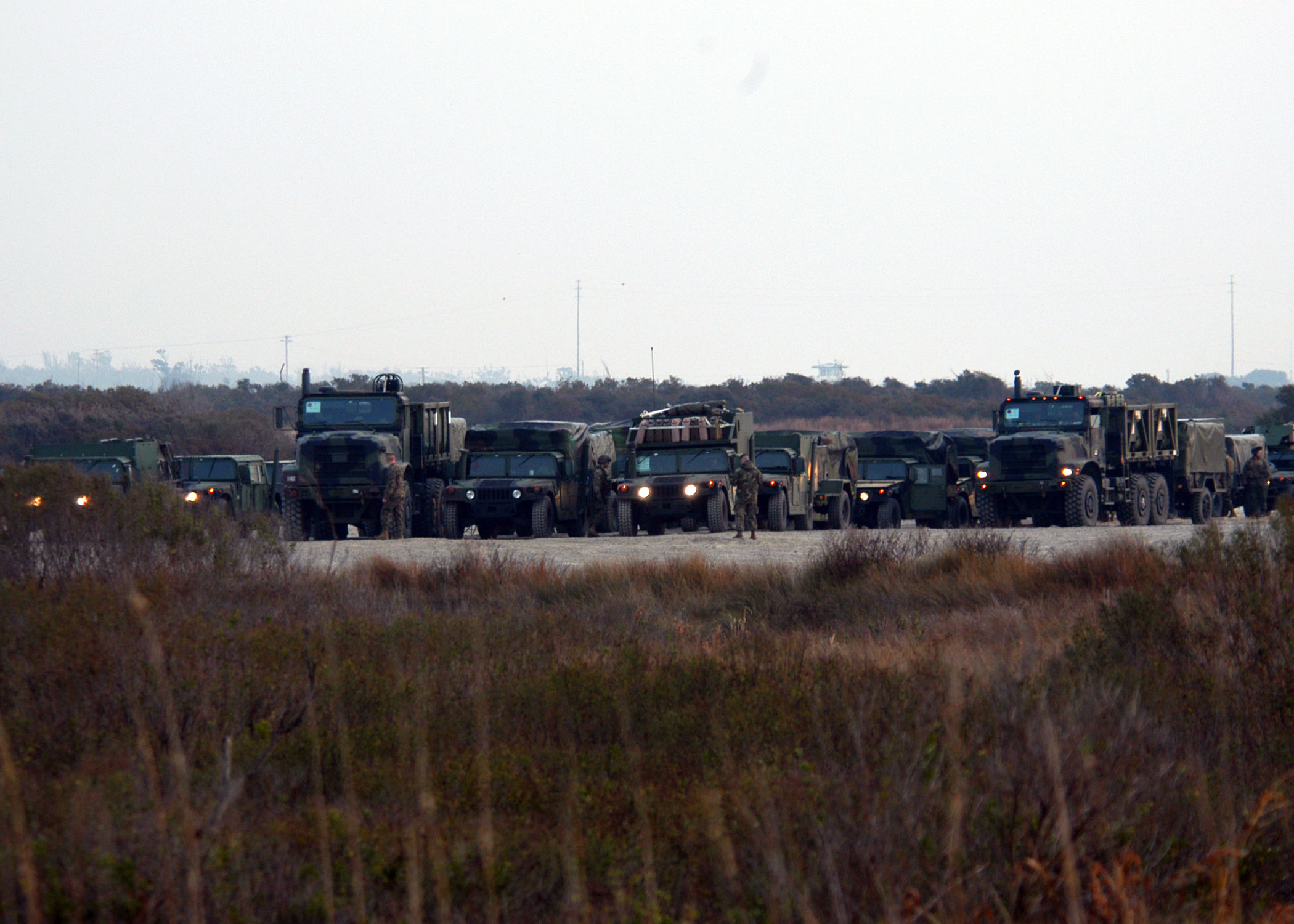
美國海陸25師駐地演習

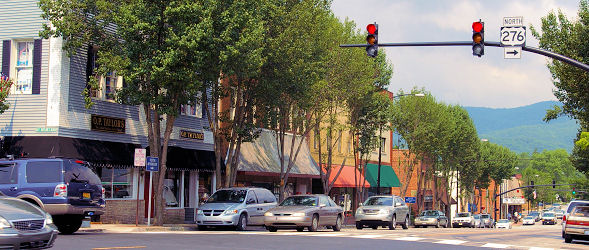
布里瓦德市中心

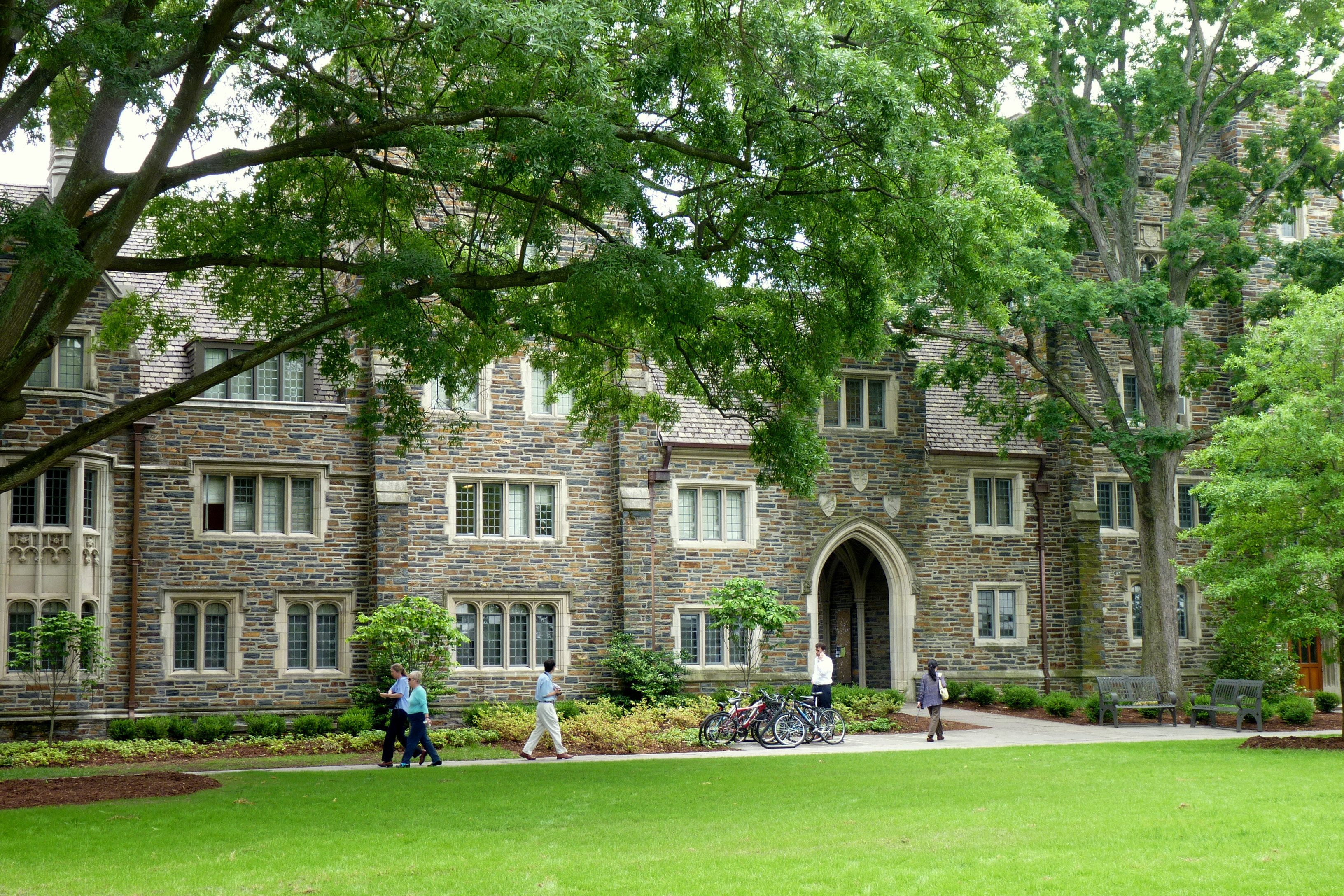
杜克大學

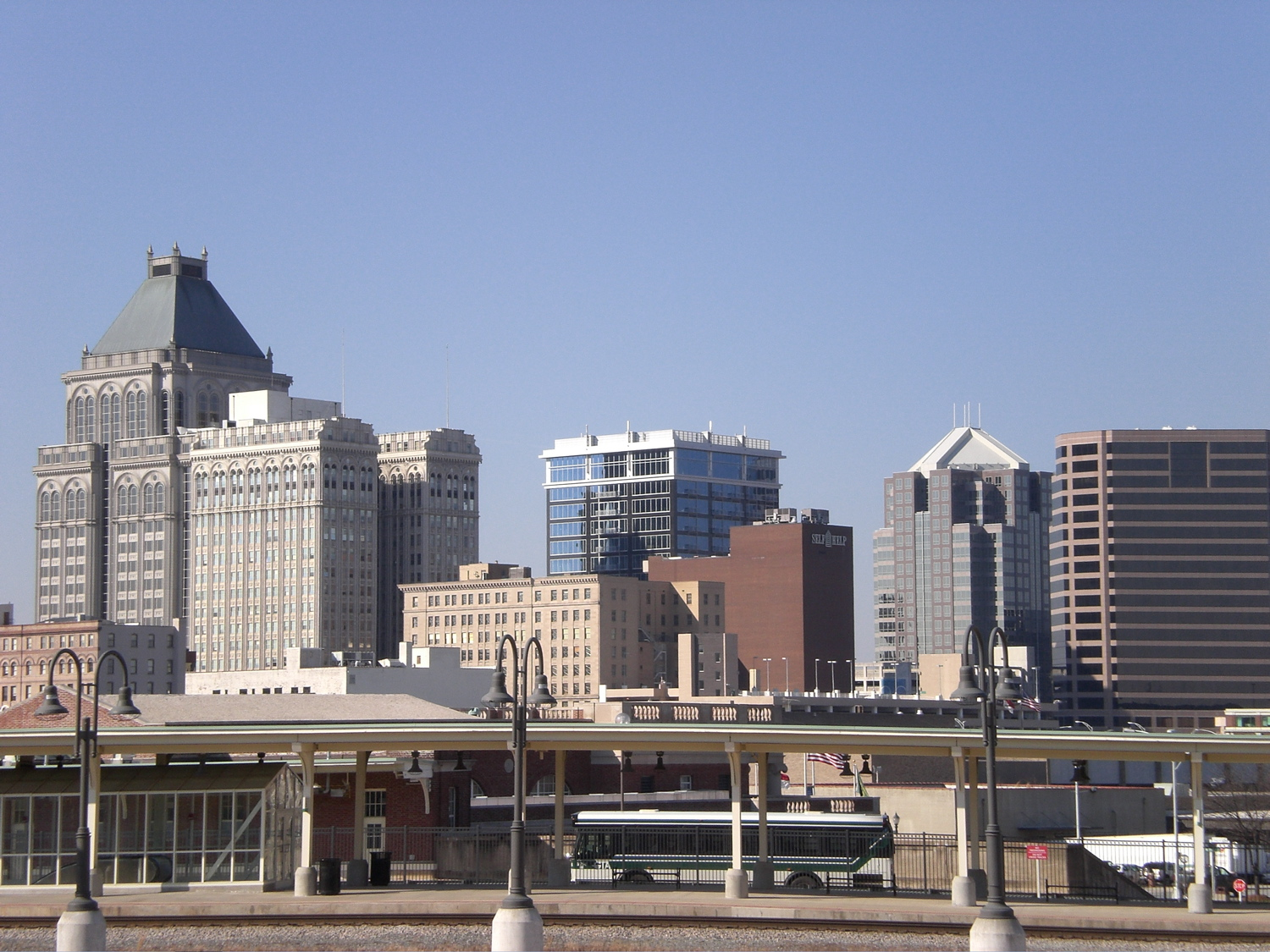
格林斯伯勒

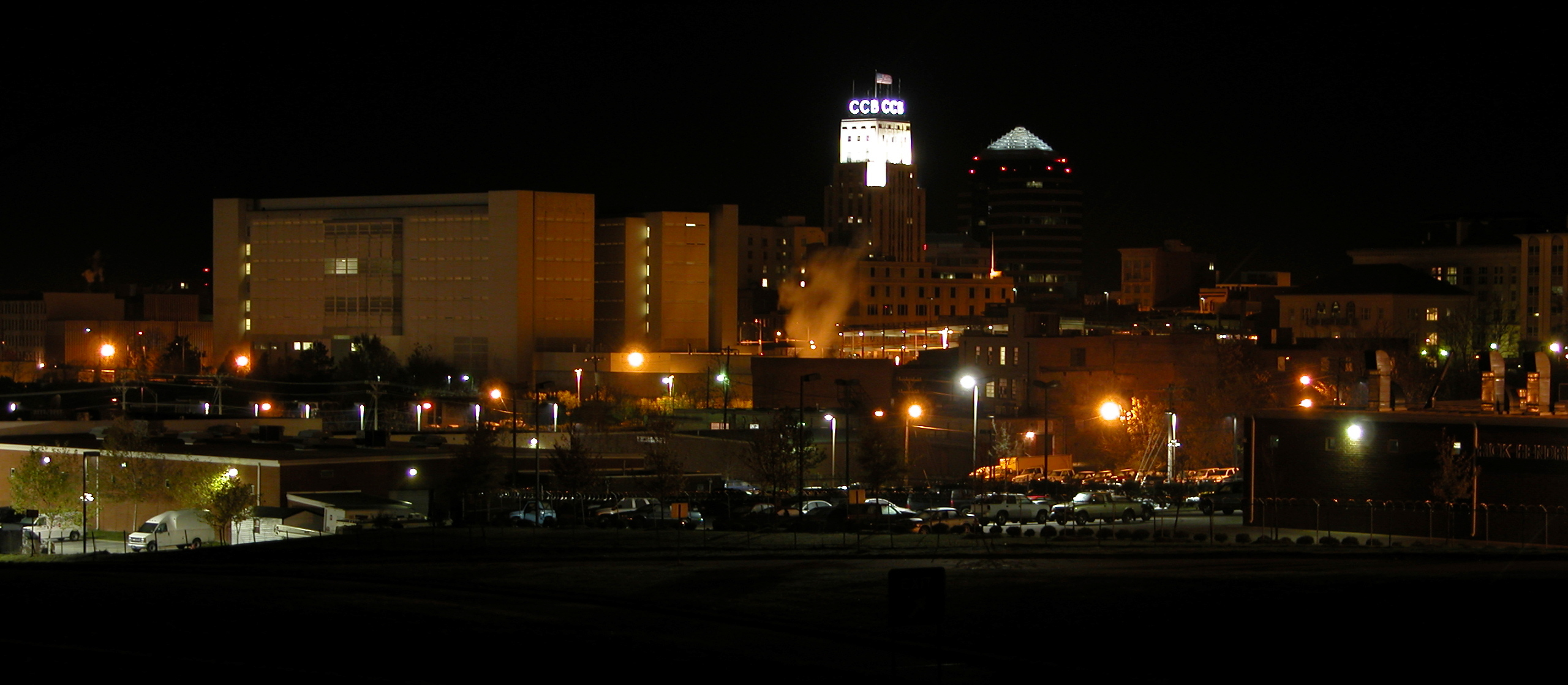
德罕

北卡州经济总量在全美居中等偏上，為美國第三大商業州、最多農業人口州，同時是人均产值略低于全美人均水平。著名的美国银行总部即位于夏洛特市。
州內各河多急流湍灘，能為州內製造業提供水電資源。西部有藍嶺山脈和大煙山。全州擁有4處國家森林克洛坦国家森林、楠塔哈拉国家森林、皮斯加国家森林、尤瓦里国家森林。菸草產量佔全國總產量的40%。工業有棉織品、絲織物、合成纖維、家具、電機、化工等。農產品有玉黍蜀、大豆、花生等。畜產品有家禽和肉豬。礦產有長石、雲母、鋰。

## 人口

### 人口數的歷史變化
| 调查年            | 人口       | 备注  | %±    |
| ----------------- | ---------- | ----- | ----- |
| 1790              | 393,751    |       | —     |
| 1800              | 478,103    |       | 21.4% |
| 1810              | 556,526    |       | 16.4% |
| 1820              | 638,829    |       | 14.8% |
| 1830              | 737,987    |       | 15.5% |
| 1840              | 753,419    |       | 2.1%  |
| 1850              | 869,039    |       | 15.3% |
| 1860              | 992,622    |       | 14.2% |
| 1870              | 1,071,361  |       | 7.9%  |
| 1880              | 1,399,750  |       | 30.7% |
| 1890              | 1,617,949  |       | 15.6% |
| 1900              | 1,893,810  |       | 17.1% |
| 1910              | 2,206,287  |       | 16.5% |
| 1920              | 2,559,123  |       | 16.0% |
| 1930              | 3,170,276  |       | 23.9% |
| 1940              | 3,571,623  |       | 12.7% |
| 1950              | 4,061,929  |       | 13.7% |
| 1960              | 4,556,155  |       | 12.2% |
| 1970              | 5,082,059  |       | 11.5% |
| 1980              | 5,881,766  |       | 15.7% |
| 1990              | 6,628,637  |       | 12.7% |
| 2000              | 8,049,313  |       | 21.4% |
| 2010              | 9,535,483  |       | 18.5% |
| 2020              | 10,439,388 |       | 9.5%  |
| 2021年估计        | 10,551,162 | [ 5 ] | 1.1%  |
| Source: 1910–2020 |            |       |       |

### 族群
美国2012年人口估算显示，北卡羅來納州有975.2万人；目前北卡羅來納州的種族比例可分為：
- 70.2% 是白人（無西班牙血統）
- 21.6% 非裔美國人
- 4.7% 是拉美裔人
- 1.4% 是亞裔美國人
- 1.2%是印地安原住民
- 1.3 % 混合的種族

北卡羅萊納州的前五大居民祖先為：非裔美國人（21.6%）、美國本土化血統者（13.9%）、英國人（9.5%）、德國人（9.5%）、愛爾蘭人（7.4%）
該州有6.7%的人口在5歲以下，24.4%的人口在18歲以下，以及12%的人口在65歲以上。女性約占全州人口比例51%。

### 宗教
根據一個非政府的抽樣調查，北卡羅萊納州居民在2001年的信仰比例如下：
- 80% 基督宗教
  - 61% 基督新教（前三大派別為：浸禮會：38%、衛理公會：9%、長老教會：3%）
  - 10% 羅馬天主教
  - 9% 無表明宗派、無宗派或其他
- 1% 猶太教
- 4% 其他宗教
- 10% 無信仰
- 5% 不透露

## 教育
詳見北卡羅萊納州學院和大學列表

## 交通

### 重要機場
- 夏洛特道格拉斯國際機場（CLT）——美國航空轉運中心
- 洛利杜罕國際機場（RDU）
- 威明頓國際機場（ILM）

### 重要高速公路
- 40號州際公路
- 85號州際公路
- 95號州際公路
- 74號州際公路（東段）
- 77號州際公路
- 26號州際公路

## 体育

### 美式足球
- 卡羅萊納黑豹（Carolina Panthers）

### 棒球
- 小聯盟
  - 夏洛特騎士（Charlotte Knights，3A級國際聯盟，母隊：芝加哥白襪）
  - 杜罕公牛（Durham Bulls，3A級國際聯盟，母隊：坦帕灣光芒）
  - 卡羅萊納鯰魚（Carolina Mudcats，2A級南方聯盟，母隊：佛羅里達馬林魚）
  - 金士頓印地安人（Kinston Indians，高階1A級卡羅萊納聯盟，母隊：克里夫蘭印地安人）
  - 溫斯頓／蕯勒姆疣豬（Winston-Salem Warthogs，高階1A級卡羅萊納聯盟，母隊：芝加哥白襪）
  - 坎那波利斯威嚇者（Kannapolis Intimidators，1A級南大西洋聯盟，母隊：芝加哥白襪）
  - 格林斯伯勒蚱蜢（Greensboro Grasshoppers，1A級南大西洋聯盟，母隊：佛羅里達馬林魚）
  - 艾許維爾旅行者（Asheville Tourists，1A級南大西洋聯盟，母隊：科羅拉多洛磯）
  - 希科利螯蝦（Hickory Crawdads，1A級南大西洋聯盟，母隊：匹茲堡海盜）
  - 布爾靈頓印地安人（Burlington Indians，新人級阿帕拉契聯盟，母隊：克里夫蘭印地安人）

### 籃球
- NBA：
  - 夏洛特黃蜂
- NCAA：
  - 卡海盜（East Carolina Pirates）
  - 杜克大学蓝魔队（Duke Blue Devils，杜克藍魔鬼）
  - 北卡罗来纳大学柏油脚跟队（North Carolina Tar Heels，北卡焦油腳）
  - 維克弗斯特惡魔執事（英语：Wake Forest Demon Deacons men's basketball）（Wake Forest Demon Deacons）
  - 北卡罗来纳州立大学狼群队（NC State Wolfpack，北卡州立狼群）
  - 北卡夏洛特（英语：University of North Carolina at Charlotte）49人（英语：Charlotte 49ers）（UNC Charlotte 49ers）
- WNBA：
  - 夏洛特螫針：於2007年解散。

### 冰球
- 卡羅萊納颶風（Carolina Hurricanes）

### 女子足球 NWSL
- 北卡羅萊納州勇氣NORTH CAROLINA COURAGE

## 其他
- 州花：大花四照花
- 州鸟：北美红雀